# Gigasjapyx termitophilous
Gigasjapyx termitophilous (лат.) — вид крупных двухвосток (Diplura) из семейства япигиды. Эндемик Китая. Крыльев и глаз нет. Длина тела 36,5 мм, максимальная ширина — 4,1 мм. Усики состоят из 32 сегментов. Мандибулы с 3 зубцами. Термитофилы рода Macrotermes. Обнаружены в провинции Гуандун (Сюйвэнь, на юго-востоке Китая). Близок к гигантскому виду Atlasjapyx atlas (род Atlasjapyx, подсемейство Gigasjapyginae).